# Мярка за неотклонение (филм)
„Мярка за неотклонение“ е български игрален филм (криминален, драма) от 1983 година на режисьорката Мая Вапцарова по сценарий на Стефан Коспартов. Оператор е Стефан Трифонов, художник Владимир Лекарски. Музиката във филма е композирана от Веселин Николов.

## Сюжет
Трима мъже изнасилват младата и красива Яна – приятелка на Траян. Той попада на следите на престъпниците. Убива един от тях и когато се готви да се разправи с останалите двама... е задържан. В хода на следствието се изясняват мотивите, които са го тласнали към насилието и пораженията, които то нанася в неговото съзнание.

## Актьорски състав
- Иван Иванов – Траян
- Стефка Илиева – Яна
- Пламен Сираков – Кимбо
- Ибиш Орханов – Карата
- Николай Атанасов – Цомбе
- з.а. Йорданка Кузманова – Шенева
- Вельо Горанов – Комара
- Катерина Евро (като Екатерина Евро) – Маргарита
- н.а. Иван Янчев – Следователят Пашалийски
- з.а. Кирил Кавадарков – Следователят Пенчев
- Петър Петров - лекар от психиатрията
- Атанас Джамджиев
- Любомир Константинов
- Чавдар Гергов
- Павел Поппандов - „Игликата“, шофьор на камион
- Йорданка Пенева
- Ева Стефанова
- Ради Вълов
- Любен Чаталов
- Стефан Кедев

Студио „Пантомима“:
- Юлия Сисакова
- Мая Андонова
- Татяна Пешева
- Здравко Спасов
- Радослав Чукурански
- Васко Павлов
- Митко Мургин
- Николай Ганчев
- Валентин Недялков